# セガラリーREVO
『セガラリーREVO』（セガラリーレヴォ、SEGA RALLY REVO）は、セガが発売したレースゲームのタイトルである。PlayStation 3版、Xbox 360版共に2008年1月31日発売。

## 概要
2007年9月20日、フルハイビジョン（1080p）画質の「トレーラー映像1」がPlayStation Storeにて配信された。
Xbox 360では2月12日に有料のゴールドメンバーシップ会員向けに体験版が配信されたが、本来2月13日にシルバーメンバーシップに配信される予定が手違いで2月6日からシルバーメンバーシップ会員でも受信される様になっていた。また、実績システムによるやり込み要素も多彩。
最大6人のネットワーク対戦が可能。
開発は先述のSOEが保有していたSEGA Driving Studio。
セガラリーREVOは、「2006」の反省もありコンシューマ版「2」での「10イヤーズチャンピオンシップモード」のシステムを踏襲するかの如く3〜4コース連戦してのリーグ制とした「チャンピオンシップモード」をメインコンテンツとし、これまでの制限時間内コース制覇形式のシステムを廃止、6台グリッドスタート形式で最後尾よりコースを3周し、その順位に応じてのポイントランキングによるリーグシリーズ毎のポイント累積形式が採用され、スプリントレース的な内容となる。これは今回新たに追加された「轍」システムを攻略する楽しさをプレイヤーが味わうためである。
ゲームシステムとしてはセッティングチョイスは簡素化され、リーグシリーズ単位で悪路とターマックどちらか向けのセッティングしか出来ないため、リーグシリーズ毎のコースバリエーションに応じた単位でしか変更できない。このため、連戦の内、悪路向けのセッティング時に挟む形でターマックステージがあるとそのステージで苦戦を強いられる。
これも相まって本作では前の周回で車が走行したタイヤの走行痕跡が「轍」となって残るようになっている。そして、この溝を走行中に踏むと車の挙動や走行軌跡数に応じ、段階的にグリップが変化するように設計されており、プレイするごとに挙動が変化するため、これまでのような安易な攻略ができなくなったが、PCゲーム特有のシミュレーター性を帯び、よりリアルタイム性を追求している。只、「轍」が不利な点ばかりではなく、最も通ったラインをなぞるように走行すればグリップ面で有利にレースを運ぶことができる。「2」からはじまったサイドブレーキの要素は勿論この代でも継承されており、これで柔らかい路面への轍を作ることも可能である。だが、1レースが終ると大抵の轍箇所は埋まってしまうため、これを念頭に置かねばならない。
グラフィクス面では昨今のハードウェアの進化に伴い、前作を大幅に上回る。埃やスモークなどの演出は同社「バーチャレーシング」や「ウイングウォー」の頃からの3Dポリゴンにありがちのポリゴン枠内のトーン演出に比べ完全に「埃」として演出する辺りは「2006」より継承された。悪路走行時に巻きあげる泥なども視点次第で液体が舞い、ボディ付着時は立体的に付着する。柔らかな雪のボディ付着の際もコースのウォータースプラッシュなどの地点走行変化毎において幾分落ちるなど「轍」システムと共にリアルタイム性に富んだ演出となり、前景である人物、植物、においてもフルポリゴン化され、風圧で草木が振れるなどのエフェクトも充実化されるに至っている。隠し要素としては前述の通りマシンの拡充、MODEL2版オリジナルのレイクサイド(最上級)コースが追加となっており、累積ポイント成績によって出現する。

## Windows PC(SEGA PC)版
2008年02月07日発売(税込7,140円)。Windows 7にも対応した価格改定版は2009年11月5日発売 (税込2,940円)
PS3やXbox 360で発売された物と基本的に同じである。推奨対応環境はWindows XP/Vistaで、描画はDirectX 9.0c以上。体験版も配布された。
次世代ゲーム機と同等品だけあって、フルグラフィック設定上では常時60FPSでの安定動作にはかなりのスペックが要求される。
Xbox 360コントローラー正式対応(但し当該コントローラーキーコンフィグ上予め数種セットされて居る物以外の独自変更は不可)。振動によるフォースフィードバック対応。
スタッフロールモードではワイヤーフレームにおけるデモ画面の表示が成されるが推奨スペックであってもゲーム本編以上にスペックが要求されるほどの処理落ちとなる。
そのため、マルチプレーヤーモードでの対戦上、国内からの対戦者はドリームキャスト版「2」の時ほど盛んではなかった。
ネット上出回っている公式パッチは海外体験版用と海外初期版用であり、アップデート済みである国内販売版には当らない。並行輸入された海外版は『SEGA RALLY』の名で一部店舗で少量販売されており、「REVO」ロゴが赤字のものが北米版となっている。
「2006」を除く前2作より踏襲されている物と比べゲームシステム的にもグラフィクス的にも「2006」より踏襲、大幅リニューアルとなった。
また、アイルランドのDemon Wareによる全世界オンライン対戦サービス(2008年11月30日終了)終了に伴い、デモ画面からゲームスタートと共にサーバネゴシエーション後の対戦やワールドランキングにアクセスするオンライン機能の仕様を削除され、Windows 7にも対応した「価格改訂版」が改めてリリースされている。

## PSP版
セガラリーレボ（SEGA RALLY REVO）
2008年1月31日発売。（5,400円税込）
最大4人のネットワーク対戦が可能。
PlayStation 3版、Xbox 360版、PC版とは全く違うステージが用意されている。グラフィックレベルは多少落ちているがPSPにしてはかなり綺麗なグラフィックになっている。「轍」もちゃんと残るようになっている。

## 登場車種
デフォルト車種、ポイント条件車種がレースクラス上走行距離に応じてスポンサーカラー(ペイント)違い3種。全33車種。
ポイント条件車種についてはデフォルト以外の車種は条件をクリアしていないと選択画面でグレーアウトされ、選択不可。後の隠し車種は基本的に1カラー。
隠し車種はチャンピオンシップモードでは選択不可。クイックレースモード、タイムアタックモード、マルチプレイヤーモードで選択可能。
ポイント取得、各車走行距離の実績に応じてガレージのゲームステータス上のアンロック比率が変化する。
各車ペイントアンロック条件は走行距離80kmをどの走行モードでも良いので消化させる。(レース途中棄権の場合非可算)
ポイント条件車種のアンロック条件はチャンピオンシップモードの成績の各クラスリーグ上位成績累積ポイントに応じる。(後のプレイで下回る及び同等ポイントの場合は非加算)
- プレミアクラス
  - スバル・インプレッサ WRX STI Spec C Type RA
  - 三菱・ランサーエボリューションIX FQ340
  - シトロエン・クサラ RALLY CROSS
  - シュコダ・ファビア RALLY CAR（ポイント条件車種）
  - フォード・フォーカスRS RALLY CAR（ポイント条件車種）
  - プジョー・206 WRC（ポイント条件車種）
  - アンドラレーサー（隠し車種）
  - ハマー・H3 SUV カスタマイズド（隠し車種）
  - 三菱・コンセプトX（隠し車種、三菱・ランサーエボリューションXのコンセプトカー）
  - BMW・マクレー エンデューロ（隠し車種、(Colin_McRae_R4の当時BMW(ローバー)諸元である耐久ラリーバージョン[5]。主にパリダカに投入される4x4を収録。）
  - MINI・クーパーS（隠し車種、ファイナルリーグで優勝すると登場）
- モディファイクラス
  - シュコダ・オクタビア KIT CAR
  - フォルクスワーゲン・ゴルフGTI
  - シトロエン・C2 Super1600
  - トヨタ・セリカ VVTL（ポイント条件車種）
  - フィアット・グランデプント RALLY（ポイント条件車種）
  - プジョー・207 Super2000（ポイント条件車種）
  - プジョー・206 RCC（隠し車種）
  - バハ・デューンバギー（隠し車種）
  - RUF Rt 12（隠し車種）
  - BR Racing Rally Sport Trainer (RST)（隠し車種）
  - パイクスピーク・レーサー（隠し車種）
- マスターズクラス
  - トヨタ・セリカ GT-FOUR ST205
  - ランチア・SUPER デルタHF インテグラーレ(エボリツィオーネ)
  - フォード・エスコート RS コスワース
  - アウディ・クワトロ A2（ポイント条件車種）
  - プジョー・205 T16 エボリューション2（ポイント条件車種）
  - ランチア・ストラトスHF(1976)（ポイント条件車種）
  - ランチア・ECV1 (Experimental Composite Vehicle) (1987) （隠し車種、ランチア・デルタS4の発展型。WRC史上幻のホモロゲーションとなった、グループS用プロトタイプマシン）
  - Icelandic Racer（隠し車種、ジープ・ラングラーベース）
  - アウディ・スポーツ クワトロS1（隠し車種）
  - フォード・RS200E（隠し車種、元はグループS投入用であったがパイクスピーク出場車）
  - HotWheels RD04 (car)（隠し車種。チャンピオンシップモード全制覇で出現）